# Les Droites
Les Droites – szczyt w Masywie Mont Blanc, w grupie Triolet-Verte. Leży we wschodniej Francji (departament Górna Sabaudia). Szczyt można zdobyć ze schronisk Refuge d’Argentière (2771 m) i Refuge du Couvercle (2687 m).
Szczyt ma dwa wierzchołki:
- Zachodni, niższy (3984 m), pierwsze wejście W.A.B. Coolidge, Christian Almer i Ulrich Almer 16 lipca 1876 r.
- Wschodni, wyższy (4000 m), pierwsze wejście Thomas Middlemore, John Oakley Maund, Henri Cordier, Johann Jaun i Andreas Maurer 7 sierpnia 1876 r.